# 마다가스카르자이언트쥐
마다가스카르자이언트쥐(Hypogeomys antimena)는 붉은숲쥐과에 속하는 설치류의 일종이다. 마다가스카르섬의 메나베구에서만 발견된다. 서식지 감소와 더딘 번식, 재한된 분포 지역(토미츠시 강과 치리비히나 강 사이의 모론다바 북쪽 20km) 때문에 멸종위기종으로 분류되고 있다. 암수 한쌍은 일부일처제 생활을 하며, 암컷은 일년에 한 두 마리의 새끼만을 낳는다. 마다가스카르자이언트쥐속(Hypogeomys)의 현존하는 유일종이며, 또 다른 종은 히포게오미스 아우스트랄리스(Hypogeomys australis)로 수 천년 전의 반화석이 알려져 있다.